# خورش آلو اسفناج
خورش آلو اسفناج یکی از انواع خورش است که از گوشت قرمز (گوشت ماهیچه یا مغز ران)، پیاز داغ، روغن، اسفناج، آلو بخارا، آبلیمو، شکر و نمک و فلفل تهیه می‌شود.